# Jimmy Fratianno
Aladena James „Jimmy” Fratianno (născut Aladena Fratianno; n. 14 noiembrie 1913, Napoli, Italia – d. 29 iunie 1993), cunoscut și sub numele de „Jimmy the Weasel”, a fost un mafiot american de origine italiană care a ocupat funcția de boss al familiei din Los Angeles⁠(d). După ce a fost arestat în 1977, Fratianno a devenit informator și a intrat în Programul de protecție a martorilor⁠(d) în 1980. Frantianno a recunoscut că a ucis pe parcursul carierei sale cinci persoane. A devenit scriitor spre finalul vieții.

## Biografie
Fratianno s-a născut în Napoli, Italia în 1913, apoi a emigrat împreună cu familia sa în Statele Unite unde s-au stabilit lângă Cleveland, Ohio. A fost arestat pentru prima dată la vârsta de 19 ani, fiind suspectat de viol, dar nu a fost acuzat. În 1937 a fost condamnat pentru jaf și și-a petrecut mai mult de șapte ani într-o închisoare din Ohio. Fratianno și-a câștigat porecla de „Weasel” (în română Nevăstuica) în adolescență. În timp ce fugea de poliție prin cartierul Mica Italie⁠(d) din Cleveland, un martor a strigat „Uite cum fuge nevăstuica!”. Poliția i-a trecut porecla în cazier⁠(d), crezând că reprezintă un alias. A fost liberat condiționat în 1945 și s-a mutat în Los Angeles, California unde a devenit un apropiat al lui Mickey Cohen.
În 1951, a fost arestat în legătura cu asasinarea a doi mafioți despre care poliția susținea că ar fi plănuit asasinarea lui Cohen, însă a fost eliberat. În 1954, Fratianno a fost condamnat pentru tentativă de șantaj. A executat 6 ani și 3 luni, mare parte din pedeapsă în închisoarea San Quentin⁠(d). În 1968, a pledat vinovat într-un caz cu contracte false încheiate cu șoferii companiei sale de camioane, iar în 1971 a pledat din nou vinovat într-un caz de șantaj. Fratianno s-a căsătorit cu Jean în 1975 pe care o cunoscuse într-un aeroport în 1966.